# Kacper Skibicki
Kacper Skibicki (Chełmno, 11 de octubre de 2001) es un futbolista polaco que juega de centrocampista  en el KKS Kalisz de la II Liga de Polonia.  

## Carrera
Kacper Skibicki se dio a conocer en las categorías inferiores del Pomowiec Kijewo Królewskie, fichando por la cantera del Olimpia Grudziądz en 2017. Su debut con dicho club en la II Liga se produjo al año siguiente, siendo uno de los artífices del ascenso del club del voivodato de Cuyavia y Pomerania a la categoría de plata del fútbol polaco. Tal hazaña atrajo la atención del Legia de Varsovia de la Ekstraklasa, firmando hasta 2021 por el conjunto capitalino durante el mercado de transferencias de invierno de la temporada 2018/19.
Skibicki tuvo la oportunidad de concluir la campaña con el Olimpia hasta junio de 2019, retornando al Legia durante el mercado de verano, aunque su regreso fue bastante breve pues al inicio de la campaña fue nuevamente cedido, esta vez al Pogoń Siedlce de la II Liga de Polonia hasta 2020. El 8 de noviembre de 2020 anotó su primer gol con el Legia en la victoria por 2-1 ante el Lech Poznań. Para la temporada 2021/22, sumó 17 apariciones y un gol con el club legionario. También amplió su contrato hasta 2024.
El 4 de enero de 2023, tras no contar para Kosta Runjaić con el primer equipo, la directiva del club anunció su cesión al GKS Tychy de la segunda división polaca hasta final de temporada, con opción a compra. El 16 de junio de 2023, la directiva del GKS Tychy anunció la decisión de ejercer la opción de compra y fichar al centrocampista hasta 2025.

## Palmarés

### Títulos nacionales
| Título      | Club              | País    | Año     |
| ----------- | ----------------- | ------- | ------- |
| Ekstraklasa | Legia de Varsovia | Polonia | 2020-21 |